# Giulio (vescovo di Firenze)
Giulio (inizio del XII secolo circa – 1182) è stato un vescovo cattolico italiano, vescovo di Firenze nel XII secolo, a partire dal 1158 quando succedette a Ambrogio.
Il suo episcopato si svolse in un periodo di tensione dovuta alle lotte fra le fazioni del papa e dell'imperatore Federico Barbarossa, che videro scontrarsi Adriano IV contro Alessandro III e Vittore IV.
In particolare sostenne sempre il pontefice legittimo e per questo, dopo che a Firenze prevalse la fazione imperiale, fu deposto in favore di un vescovo chiamato Zanobi nel 1161.
Dopo essere stato costretto a ritirarsi nel Mugello, riottenne però presto la sua carica, forse adattandosi alle circostanze e rinunciando a prendere parte diretta nella lotta all'antipapa.
Terminato lo "scisma" fu incaricato dal nuovo papa Alessandro III di riportare in seno alla chiesa gli "scismatici", nel 1170.
Secondo il Codice Bullettone, un voluminoso codice della Curia vescovile che riporta un registro dei beni immobili episcopali e degli atti ad essi relativi, le finanze nel periodo del suo episcopato furono disastrose, tanto che il vescovo dovette anche contrarre dei mutui con i banchieri per pagare le decime.